# Franz Anton Rauscher

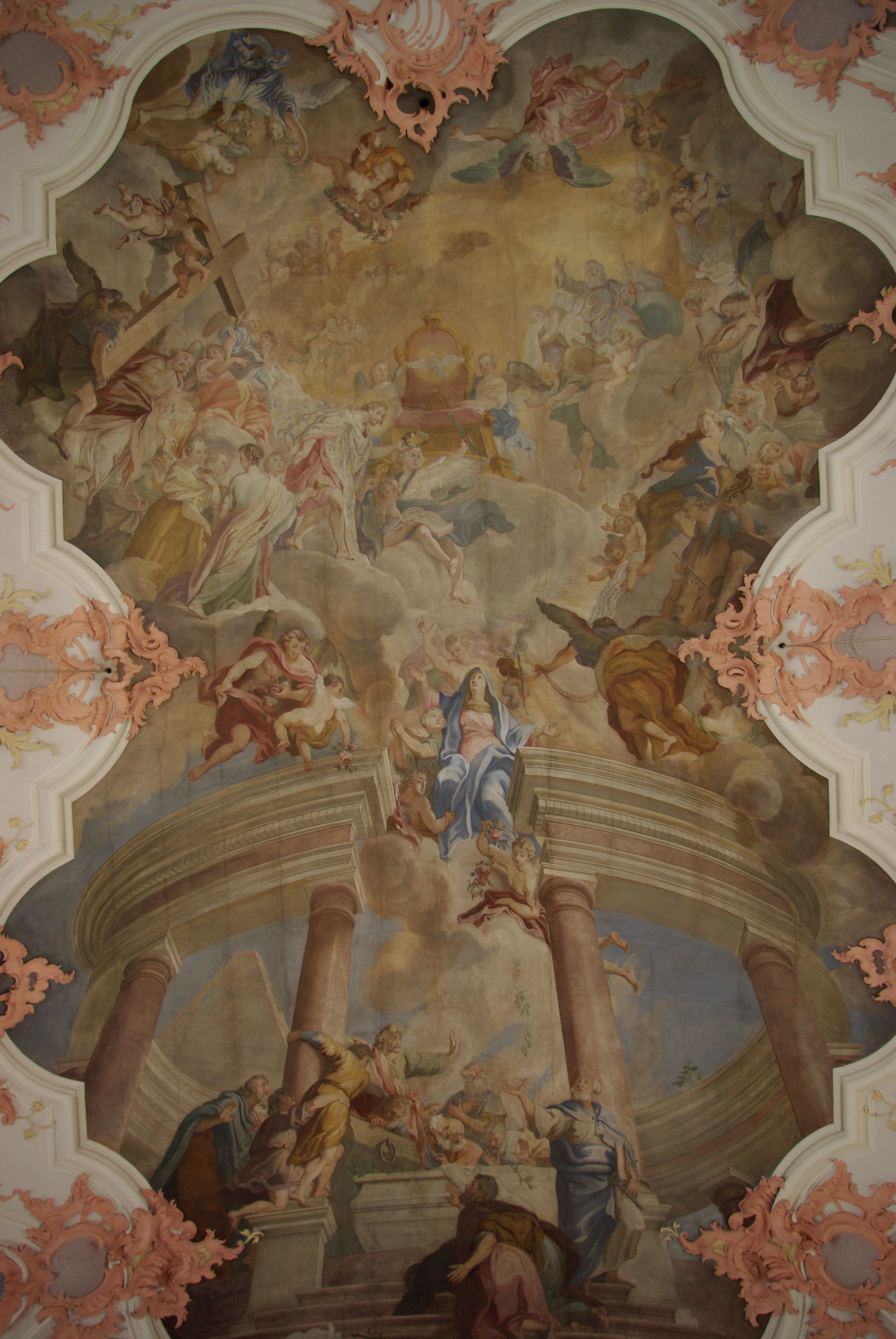
Maria Himmelfahrt auf dem Deckengemälde im Langhaus der Pfarrkirche Maria Himmelfahrt in Frauenau

Franz Anton Rauscher (* 6. Mai 1731 (Taufdatum) in Aicha an der Donau; † 2. Dezember 1777 in Niederalteich) war ein deutscher Maler.
Er war eines von zehn Kindern des Malers und Gastwirts Joseph Rauscher (1683–1744) und dessen Ehefrau Maria Klara, geborene Plößl. Nach dem Tod des Vaters, der in den Diensten von Kloster Niederaltaich stand, zog er im Alter von 13 Jahren mit der Mutter nach Niederalteich.
Der Schüler von Cosmas Damian Asam arbeitete ausschließlich für kirchliche Auftraggeber. Er ist vor allem als Freskomaler bekannt, es stammen aber auch einige Altarbilder von ihm. 
In seinem Heimatort Aicha an der Donau wurde eine Straße nach ihm benannt.

## Werke
- Deckenfresken in Langhaus und Chor der Kirche des Klosters Sankt Salvator bei Bad Griesbach im Rottal, 1751
- Deckenfresken in Langhaus und Chor  sowie Hochaltarblatt (Mariä Himmelfahrt) und Seitenaltarblätter der Pfarrkirche von Thundorf an der Donau, 1760
- Deckenfresko der Spitalkirche in Deggendorf: Marter der hl. Katharina, signiert und datiert 1763
- Deckenfresken der Pfarrkirche Maria Himmelfahrt in Frauenau, signiert, um 1767
- Deckenfresken der Bergkirche in Zwiesel, signiert, 1776
- Hochaltarblatt Taufe Christi in der Pfarrkirche von Rinchnach (ehemalige Klosterkirche von Kloster Rinchnach), signiert
- Seitenaltarblätter Büßende Magdalena und hl. Sebastian der Pfarrkirche von Bad Kötzting
- Versuchung des hl. Benedikt in der Klosterkirche von Kloster Oberalteich
- Großes Ölgemälde in der Schlossbrauerei Gossersdorf (bei Konzell): Kurfürst Max III. Joseph übergibt Abt Josef Maria Hiendl seine Gerechtsame, signiert und datiert 1777
- Hochaltarblatt in der Heilig-Geist-Kirche in Regen: Krönung Marias, signiert, datiert auf 1780

Zugeschrieben werden ihm bisweilen die Fresken im Presbyterium der Grabkirche Deggendorf (1766), die Fresken in der Stadtpfarrkirche St. Augustinus in Viechtach, das Wandgemälde im Chor der Stadtkirche St. Magdalena in Plattling, die Deckenfresken der Kirche von Kloster Windberg und die Stichkappenfresken im Langhaus der Pfarrkirche Kirchdorf im Wald.